# Новая Зеландия на зимних Олимпийских играх 1972
Новая Зеландия принимала участие в Зимних Олимпийских играх 1972 года в Саппоро (Япония) в четвёртый раз за свою историю, но не завоевала ни одной медали. Сборную страны представляли 2 горнолыжника.

## Горнолыжный спорт
Спортсменов - 2
Мужчины
| Спортсмен     | Вид               | 1 попытка      | 2 попытка | Всего / Финал  | Место |
| ------------- | ----------------- | -------------- | --------- | -------------- | ----- |
| Крис Уомерсли | Скоростной спуск  |                |           | 2.02,24        | 41    |
| Крис Уомерсли | Слалом            | 46,72          | 1.01,77   | Не финишировал | -     |
| Крис Уомерсли | Гигантский слалом | 1.41,65        | 1.48,78   | 3.30,43        | 35    |
| Росс Ивингтон | Скоростной спуск  |                |           | 2.04,75        | 49    |
| Росс Ивингтон | Слалом            | 1.05,14        | 49,02     | Не финишировал | -     |
| Росс Ивингтон | Гигантский слалом | Не финишировал | Не прошёл | -              | -     |